# Chris Poland

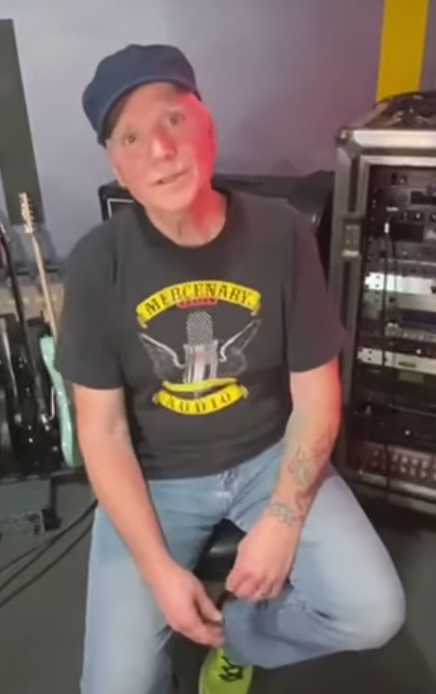
Chris Poland, 2022

Chris Poland (* 1. Dezember 1957 in Dunkirk, New York) ist ein US-amerikanischer Gitarrist, der besonders als Mitglied der Thrash-Metal-Band Megadeth bekannt wurde.

## Biografie

### Frühe Jahre
Poland spielte seit der High School Gitarre und hatte dort eine Rock/Jazz-Band namens Welkin. Nach einem Umzug nach New York spielte er 1977 bis 1982 in einer Fusionjazz-Band namens New Yorkers, die aufgrund ihrer technisch ausgefeilten Spielweise vor Ort einige Aufmerksamkeit erlangte. Am Schlagzeug saß dort Gar Samuelson, der später bei Megadeth spielte.

### Megadeth
Nachdem Gar Samuelson 1984 bei den ein Jahr zuvor gegründeten Megadeth eingestiegen war, sah Poland die Band auf einem Konzert spielen. Nach dem Auftritt ging er hinter die Bühne, spielte spontan bei Megadeth vor und wurde alsbald festes Bandmitglied, den zwischenzeitlich aushelfenden Kerry King von Slayer ersetzend. 1985 erschien Megadeths Debüt Killing Is My Business… And Business Is Good!. Allerdings musste er auf der Tour zum Album die Band verlassen, da er in stärkerem Maße Drogen konsumierte. Für ihn kam zwischenzeitlich Mark Albert in die Band. 1986 kam Poland zurück in die Band, um Peace Sells… But Who’s Buying? einzuspielen, ein Album, das zu den wichtigsten Thrash-Alben gezählt wird.
Da sich die Probleme mit dem Drogenkonsum verschärften und die Spannungen mit den Bandkollegen Dave Mustaine und Dave Ellefson zunahmen, wurde Chris Poland im Juli 1987 gemeinsam mit Samuelson entlassen. Mustaine schrieb später den Song Liar (von So Far, So Good… So What!) über Poland und bezog ihn bei Live-Auftritten auf ihn.

### 1990er
Nach einem erfolgreichen Drogenentzug spielte Chris Poland einige Zeit bei der Punk-Band Circle Jerks Bass. 1990 brachte er mit Return to Metalopolis sein erstes Solo-Album heraus. Kurz zuvor hatte er mit Megadeth Demos für deren viertes Album Rust in Peace aufgenommen, lehnte aber das Angebot ab, wieder einzusteigen. So stieg Marty Friedman bei Megadeth ein, der einige von Polands Ideen für Rust in Peace übernahm.
In den 1990er Jahren spielte Poland unter anderem für die Progressive-Rock-Band Damn the Machine, mit der er 1993 deren Debüt sowie eine weitere Promo-Platte herausbrachte. Nach personellen Umbesetzungen reformierte sich die Band als Mumbo’s Brain, löste sich jedoch 1995 auf.

### 2000er
Im Jahr 2000 brachte Chris Poland mit Chasing the Sun sein zweites Album heraus, dem im selben Jahr eine Kompilation names Rare Trax folgte. 2007 kam Return to Metalopolis – Live heraus, mit einer Live-Aufführung des Solo-Debüts von 1990.
Zudem spielt Poland in der Jazz-/Fusion-Band OHM:. Mit dieser brachte er 2003, 2004 und 2008 insgesamt drei Alben und 2006 eine DVD heraus. 2003 war er auf dem Album As The Palaces Burn von Lamb of God mit einem Solo zu hören, im folgenden Jahr steuerte er auch zur nächsten Platte der Band, Ashes of the Wake, ein Gitarrensolo bei.
Überraschenderweise bat Dave Mustaine Chris Poland 2004 das Megadeth-Album The System Has Failed mit aufzunehmen, das Poland dann auf Vertragsbasis einspielte, ohne erneut Bandmitglied zu werden. Er tat dies besonders wegen der Zusammenarbeit mit dem Schlagzeuger Vinnie Colaiuta, den Mustaine engagiert hatte. In der Folge kam es zu einem Konflikt über die Bezahlung, der aber mittlerweile beigelegt ist.
2008 war Poland auf Misty Mountain Hop: A Millennium Tribute to Led Zeppelin der Hardrock-Band Harry Slash & The Slashtones zu hören, 2009 auf der Kompilation Guitars That Ate My Brain. Ebenfalls 2009 gründete Poland sein Nebenprojekt OHMPHREY mit Robertino Pagliari von OHM sowie drei Mitgliedern der Prog-Rock-Band Umphrey’s McGee. Das Debütalbum des Projekts erschien im Mai 2009.

## Stil
Chris Poland hat eine durchtrennte Sehne am Zeigefinger seiner Greifhand, wodurch er manche ungewöhnlich weite Griffe ausführen kann, in anderen Bereichen aber auch limitiert ist. Er ist sowohl für sein genaues Rhythmusgitarrenspiel, als auch für Fingerpickings und ausgefeiltes Solospiel bekannt.

## Diskografie
Soloalben
- 1990: Return to Metalopolis
- 2000: Chasing the Sun
- 2000: Rare Trax (Kompilation)
- 2007: Return to Metalopolis Live

Mit Megadeth
- 1985: Killing Is My Business… And Business Is Good!
- 1986: Peace Sells… But Who’s Buying?
- 1990: Rust in Peace (Solos auf den Demoaufnahmen Holy Wars... The Punishment Due, Take No Prisoners und Rust in Peace... Polaris, enthalten auf der Wiederveröffentlichung von 2004)
- 2000: Capitol Punishment: The Megadeth Years (Kompilation)
- 2004: The System Has Failed
- 2005: Greatest Hits: Back to the Start (Kompilation)
- 2007: Warchest (Kompilation)
- 2008: Anthology: Set the World Afire (Kompilation)

 Mit Damn the Machine 
- 1993: Damn the Machine

 Mit Mumbo’s Brain 
- 1995: Excerpts From the Book of Mumbo

 Mit Lamb of God
- 2003: As the Palaces Burn
- 2004: Ashes of the Wake

 Mit OHM 
- 2003: OHM
- 2004: "Live" On KPFK 90.7 FM
- 2005: Amino Acid Flashback
- 2006: Live at the New Brookland Tavern (DVD)
- 2008: Circus of Sound

 Mit OHMPHREY 
- 2009: OHMPHREY

 Andere 
- 2009: Guitars That Ate My Brain
- 2009: Misty Mountain Hop: A Millennium Tribute to Led Zeppelin

## Equipment

### Gitarren
- Yamaha SBG 2000 × 3 (2 Hollow Body)
- Yamaha AES 800
- Yamaha SG2200
- B.C. Rich Warlock
- B.C. Rich Bich
- B.C. Rich ST
- Jackson Randy Rhoads

### Verstärker
- Bogner Fish Preamp
- Mosvalve 500 × 4
- Mesa/Boogie 395
- Mesa/Boogie Strategy 400
- Demeter Inverter
- Eminence Speakers
- Carvin Steve Vai 2x12 cabinets
- Earcandy Buzzbomb 2x12 cabinets